# محمدباقر حائری مازندرانی
محمدباقر حائری مازندرانی (زادهٔ ۱۲۶۳ خورشیدی در رستمکلا – درگذشتهٔ ۱۳۴۷ در تهران) معروف به آیت‌الله‌زادهٔ مازندرانی حقوقدان برجسته و استاد دانشگاه تهران بود.

## تولد و خانواده
محمدباقر حائری مازندرانی پسر شیخ محمدحسین حائری مازندرانی و نوهٔ زین العابدین حائری مازندرانی بود.

## تحصیلات
تحصیلات خود را نزد شیخ صالح مازندرانی آغاز کرد و چون شیخ صالح عزم کربلا کرد، به دنبال او با پای پیاده به کربلا رفت. در آنجا علاوه بر شیخ صالح، از محضر آخوند خراسانی نیز بهره‌مند شد و پس از بیست سال تحصیل مستمر به درجهٔ اجتهاد رسید.

## فعالیتهای اداری و علمی
پس از بازگشت به ایران به عنوان قاضی مشغول به کار شد، پس از چندی به تدریس حقوق و فقه اسلامی در دانشکدهٔ حقوق تهران دعوت شد و همزمان رسالهٔ دکتری خود را به عنوان «ازدواج و طلاق در حقوق اسلام و حقوق تطبیقی سایر ادیان» تألیف کرد. پس از مدتی به عضویت دیوان عالی تمیز (دیوان عالی کشور) گماشته شد و سپس به ریاست هیئت نظارت بر شورای ثبت اسناد و املاک رسید.
وجههٔ برجستهٔ آیت‌الله‌زادهٔ مازندرانی، فعالیت‌های دانشگاهی و تألیفات او بود. او سال‌ها از استادان دانشکدهٔ معقول و منقول (الهیات) بود. کلاس‌های او در این دانشکده مملو از علاقه‌مندان و شاگردان بود و بارها از دانشگاه الازهر از او دربارهٔ مسائل فقهی نظرخواهی شد.

## خویشاوندان سرشناس
ابن‌الشیخ، عموی آیت‌الله‌زاده حقوقدانی برجسته و مدتی رئیس دیوان عالی تمیز بود و آیت‌الله‌زاده دختر او خدیجه حائری را به همسری گرفت و صاحب چندین فرزند شد (و بعد از مدتی پسر ابن‌الشیخ، عبدالامیر رشیدی حائری نیز با خواهر آیت‌الله‌زاده ازدواج کرد).  دانا حائری که استاد دانشکدهٔ پزشکی دانشگاه شیراز بود و طوسی حائری «همسر دوم احمد شاملو»که مترجم برجستهٔ زبان فرانسوی و اولین زنی بود که در «رادیوی ملی ایران» گوینده شد، از فرزندان آیت‌الله‌زادهٔ مازندرانی بودند.